# Brömbsenmühle
Koordinaten: 53° 46′ 18,2″ N, 10° 37′ 27,9″ O

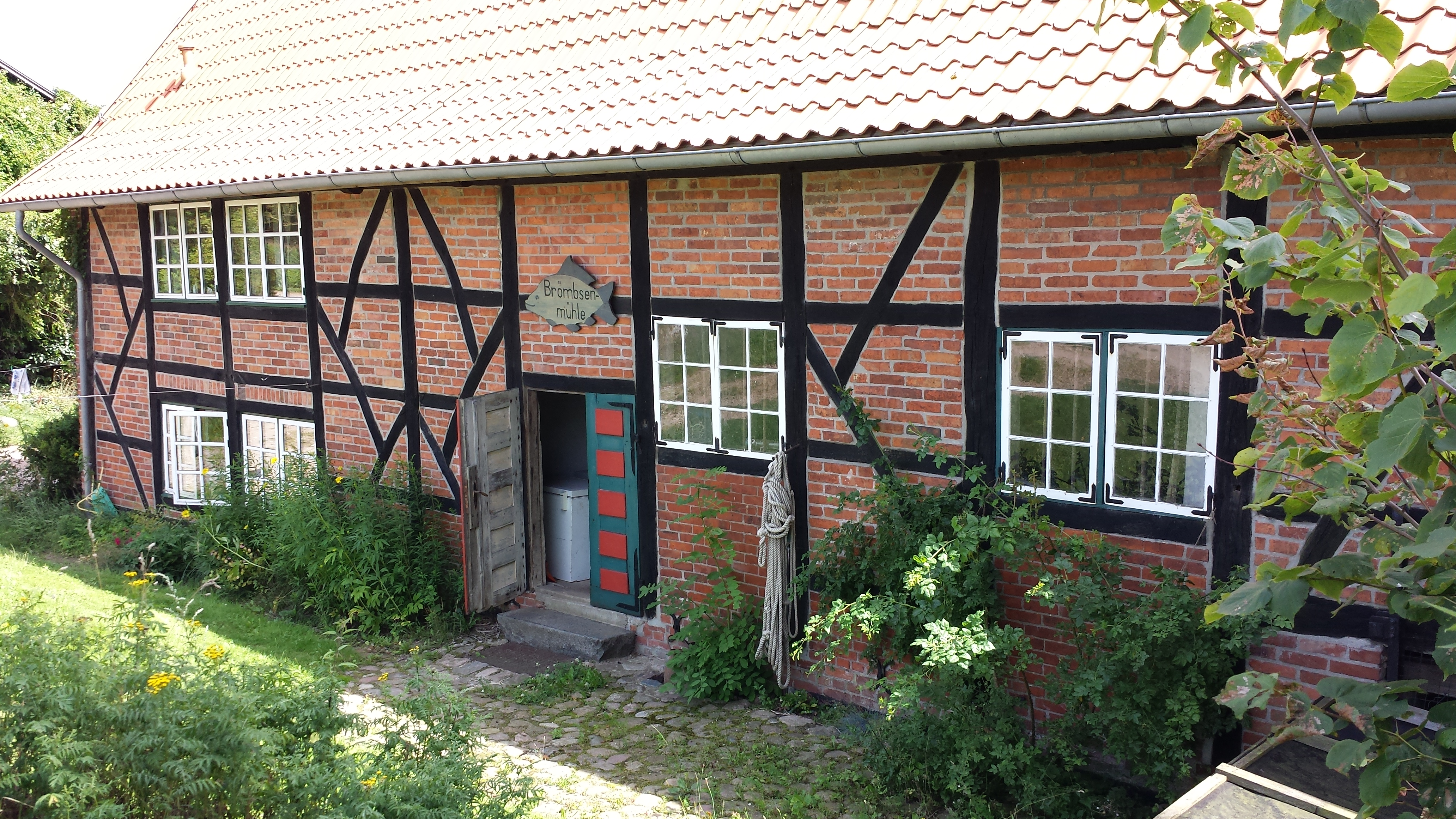
Brömbsenmühle

Die Brömbsenmühle ist eine historische Wassermühle im zum Landgebiet der Stadt Lübeck gehörenden Teil von Krummesse. Sie wurde früher durch einen Aufstau des Kastorfer Grenzbachs betrieben, der über die Stecknitz (heute: Elbe-Lübeck-Kanal) als Nebenfluss in die Trave mündet. Historisch bildete der Kastorfer Grenzbach die Grenze zum benachbarten Herzogtum Sachsen-Lauenburg.

## Geschichte der Wassermühle
Die Mühle ist eine von im 19. Jahrhundert noch 77 Wassermühlen im Einzugsbereich des Flusssystems der Trave. Ihren Namen erhielt sie nach einem ihrer früheren Besitzer, die fast alle dem Patriziat der Hansestadt entstammten. Nachdem der Ritter Marquard von Krummesse das halbe Dorf Krummesse aus Liquiditätsmangel 1379 an den Lübecker Ratsherrn Segebodo Crispin verkaufen musste, wird auch die Mühle aus Anlass dieser Transaktion erstmals erwähnt. Der Kaufpreis betrug 1000 Mark lüb. Pfennig und schloss die Hälfte des nachbarlichen Dorfes Niemark und die Hälfte des Beidendorfer Sees noch mit ein.
Der Name der Mühle geht auf die Lübecker Ratsfamilie von Brömbsen zurück, die diese Mühle von 1618 bis 1757 besessen hat. Die Mühle wurde vom in Teichen aufgestauten Kastorfer Mühlenbach mit Wasser versorgt. Aufgrund der Grenzlage musste der Müller auch den Schlagbaum bedienen und Zoll erheben. Die Mühle verfügt schon länger über kein Wasserrad mehr. Auch eine 1937 eingebaute Turbine wurde mit den Mahlgängen wohl Ende der 1970er Jahre ausgebaut.

## Die Windmühlen

Die 1827 errichtete letzte Brömbsen-Windmühle um 1900

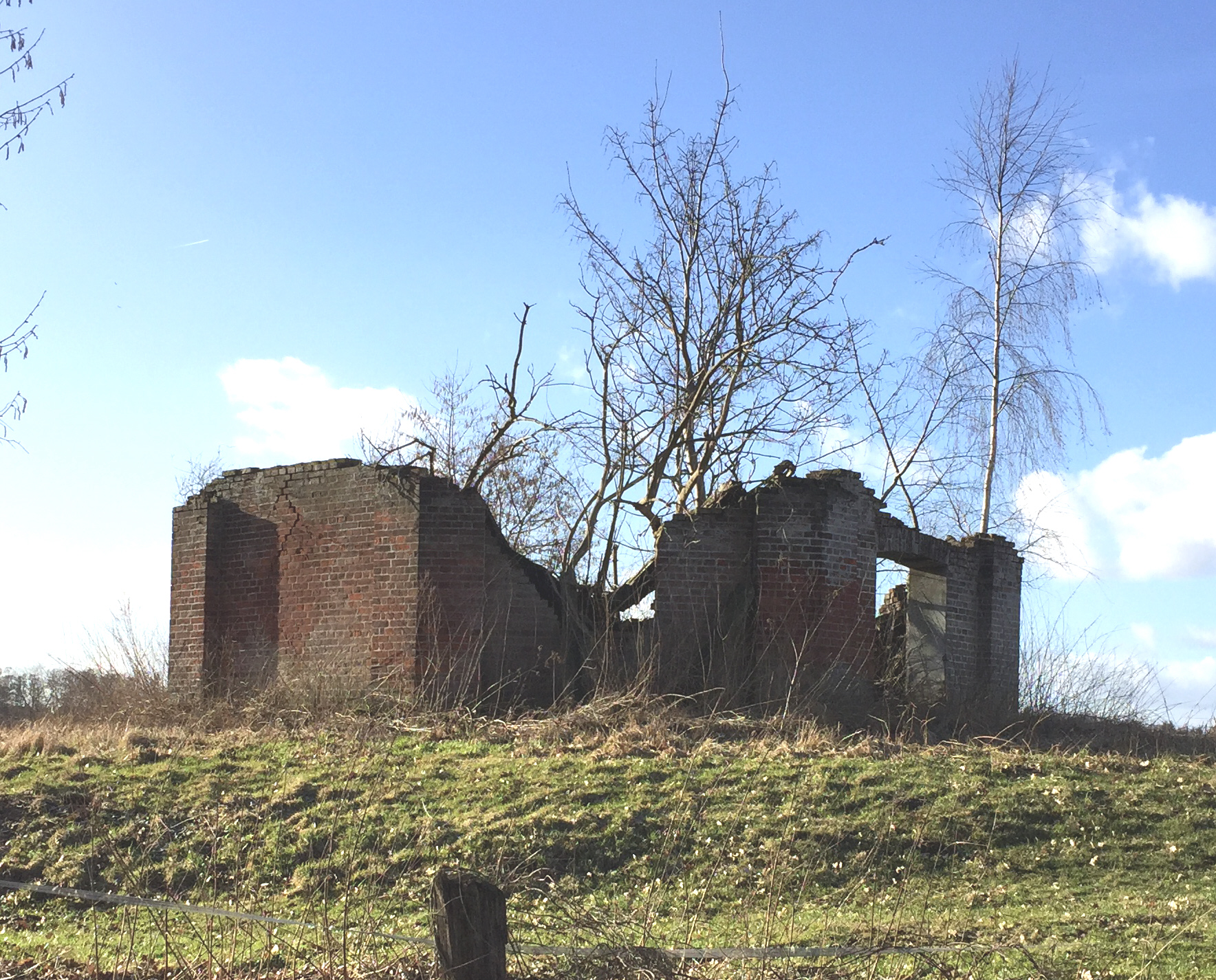
Reste der Windmühle (2017)

Seit Mitte des 18. Jahrhunderts bestanden neben der Wassermühle auch, wohl nacheinander, mehrere Windmühlen, die heute nicht mehr erhalten sind. Die Ruine der letzten stürzte nach einem Brand 1973 im Jahr 1993 ein.

## Einzelbelege
1. ↑  Lübeck-Lexikon: Mühlen.
2. ↑  Chronik der Feuerwehr Krummesse mit Foto der Brandruine nach dem Einsatz am 1. April 1973. Archiviert vom Original (nicht mehr online verfügbar) am 4. März 2016; abgerufen am 9. April 2025.